# Hurrikan Matthew
Hurrikan Matthew war ein sehr starker tropischer Wirbelsturm über dem Karibischen Meer. Er formte sich Ende September 2016 während des Höhepunkts der atlantischen Hurrikansaison 2016 und erreichte die höchste Hurrikan-Stufe 5. Er war das 14. tropische System, der dreizehnte tropische Sturm, der fünfte Hurrikan und zweite schwere Hurrikan der Saison.
Matthew bildete sich aus einer starken tropischen Welle, die sich am 22. September von der Küste Afrikas löste und westwärts über den tropischen Atlantik zog, bis das System am 28. September östlich der Inseln über dem Winde als tropischer Sturm klassifiziert wurde. Bereits einen Tag später wurde der Sturm direkt westlich der Antillen zu einem Hurrikan, der sich weiter rapide in einen Kategorie-5-Hurrikan intensivierte. Südöstlich von Jamaika drehte das System auf eine nördliche Zugbahn ein. Der Hurrikan zog mit andauernden Windgeschwindigkeiten bis zu 230 km/h über Haiti, Jamaika, Kuba und Teile der Dominikanischen Republik und setzte seinen Weg Richtung Bahamas und Ostküste der Vereinigten Staaten fort. Matthew war der erste atlantische Hurrikan seit Hurrikan Felix in der atlantischen Hurrikansaison 2007, der die Kategorie 5 auf der Saffir-Simpson-Hurrikan-Windskala erreichte.

## Sturmverlauf

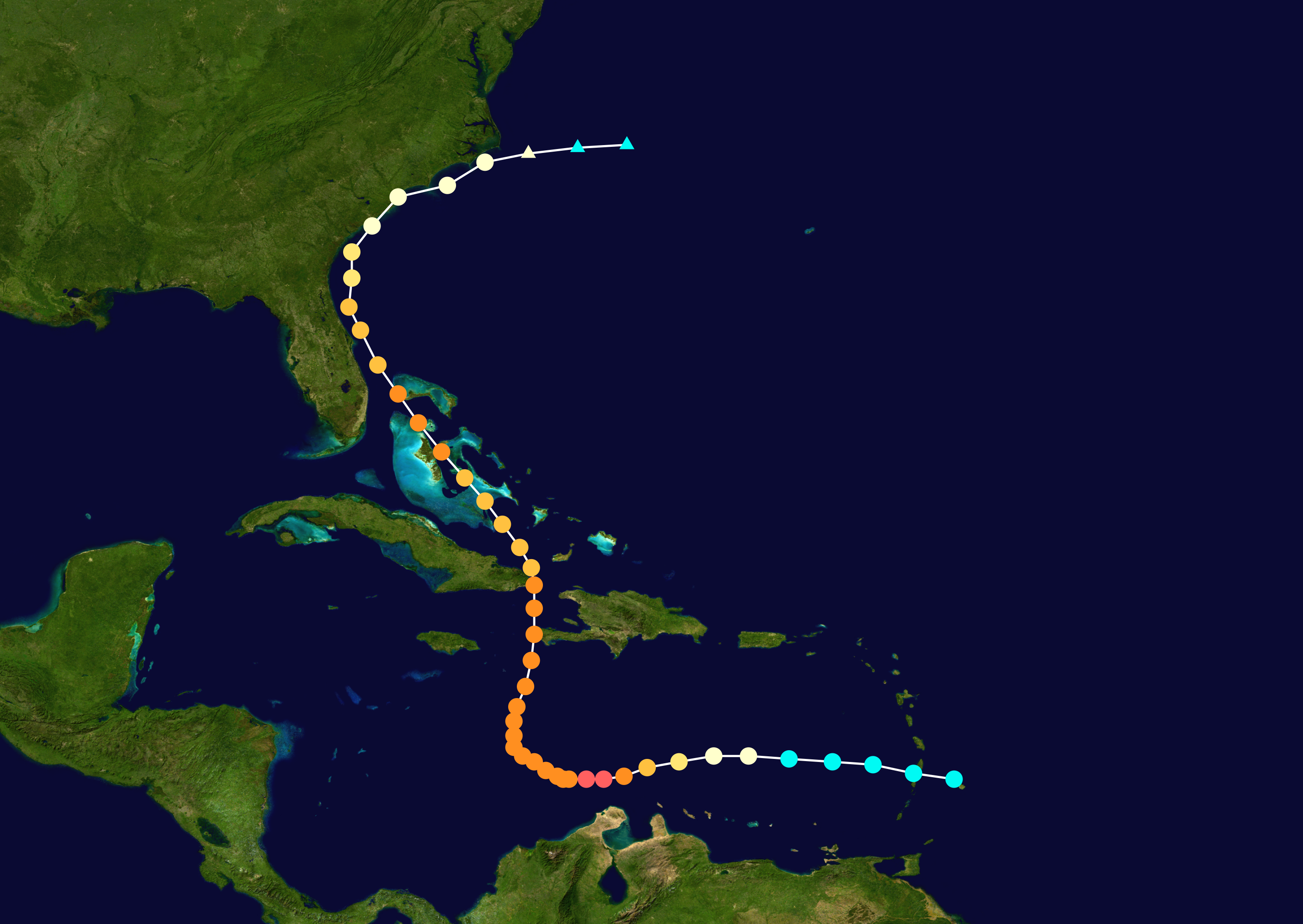
Vergangene Zugbahn

Am 22. September löste sich eine tropische Welle von der Westküste Afrikas und zog westwärts auf den Atlantischen Ozean hinaus. Zwei Tage später zog die Welle südlich an den Kapverdischen Inseln vorbei und das National Hurricane Center (NHC) stellte fest, dass die Wahrscheinlichkeit einer tropischen Zyklogenese hoch war. Die Umgebungsbedingungen favorisierten eine langsame Entwicklung, und am 25. September nahm die Gewittertätigkeit zu; diese Gewitter organisierten sich in den folgenden Tagen bei der Annäherung an die Kleinen Antillen zunehmend besser. Am 27. September erzeugte die tropische Welle, die Hurricane Hunters bei einem Aufklärungsflug feststellten, andauernde Windgeschwindigkeiten von 65 km/h; allerdings wies das System noch keine geschlossene Zirkulation auf und wurde deshalb noch nicht als tropischer Sturm qualifiziert. Als das System in der Nähe von Barbados war, ergaben Radaraufnahmen auf den Kleinen Antillen, dass sich die Zirkulation besser organisierte. Bei einem weiteren Aufklärungsflug wurde am 28. September eine geschlossene Zirkulation vorgefunden und deswegen begann das NHC an dem Tag um 15:00 Uhr UTC mit der Ausgabe von Sturmwarnungen für den Tropischen Sturm Matthew. Bei diesem Flug wurden (bezogen auf Meereshöhe) Windgeschwindigkeiten von 93 km/h festgestellt und auf Flughöhe erreichten Böen Orkanstärke.
Bei seiner Entwicklung zu einem tropischen Sturm bewegte sich Matthew, gesteuert von einem starken Hochdruckrücken im Norden, weiter westwärts in ein Gebiet mit warmen Oberflächenwassertemperaturen und geringer Windscherung; deswegen wurde von den Wettermodellen eine Verstärkung des Systems erwartet. Das Zentrum zog zwischen den Inseln St. Lucia und St. Vincent hindurch und gelangte so in das Karibische Meer. Am 29. September sorgte zunehmende Windscherung zu einer Freistellung der Zirkulation von der Konvektionstätigkeit. Um 18:00 Uhr UTC an dem Tag stellten die Hurricane Hunters fest, dass Matthew mit einer Windgeschwindigkeit von 120 km/h Hurrikanstärke erreicht hat. Später bildete sich die Konvektion über dem Zentrum neu und die weiter außen liegenden Gewitter organisierten sich in Regenbänder. Sowohl durch die Hurricane Hunters als auch bei einem SSMIS-Satellitendurchgang wurde festgestellt, dass sich früh am 30. September ein Auge gebildet hat. Trotz nordwestlicher Windscherung setzte eine explosive Intensivierung ein, und die Windgeschwindigkeit verdoppelte sich innerhalb von 24 Stunden von 130 km/h auf 260 km/h, d. h. Matthew intensivierte sich innerhalb von 24 Stunden von der Kategorie 1 in die Kategorie 5 der Saffi-Simpson-Hurrikanskala. Matthew wurde bei 13,3° Nord zu einem Kategorie-5-Hurrikan und wurde damit der südlichste Hurrikan, der diese Intensität im atlantischen Becken erreichte (bisher hatte diesen Rekord Hurrikan Ivan inne). In zeitlicher Nähe zur Spitzenintensität des Hurrikans wurde in Puerto Rico das seltene Wetterphänomen der Kobolde beobachtet.
Früh am 1. Oktober schwächte sich der Hurrikan geringfügig ab, mit andauernden Windgeschwindigkeiten von 250 km/h ans obere Ende der Kategorie 4; möglicherweise hatte eine zyklische Eyewall-Neubildung begonnen, da die Größe des Auges abnahm. Die andauernden Windgeschwindigkeiten gingen weiter zurück bis auf 220 km/h, anschließend intensivierte sich der Hurrikan wieder und erreichte um 21:00 Uhr UTC Windgeschwindigkeiten von 240 km/h. Spät am 1. Oktober war Matthew wegen nur schwacher Luftströmungen fast stationär geworden; der Hurrikan wandte sich dann nach Norden und begann am 2. Oktober schneller zu ziehen. Während dieser Zeit schwankte die Intensität des Hurrikans. Um 11:00 Uhr UTC am 4. Oktober gelangte Matthew bei Les Anglais, Haiti mit Windgeschwindigkeiten von 230 km/h über Land und wurde damit der erste Hurrikan seit Hurrikan Cleo des Jahres 1964, der in der Kategorie 4 über Haiti zog. Nach der Überquerung der Tiburon-Halbinsel und dem Golf von Gonâve sowie der Windward-Passage traf Hurrikan Matthew am 4. Oktober um 00:00 Uhr UTC Jauco in Maisí im äußersten Südosten von Kuba mit Windgeschwindigkeiten von 220 km/h auf die Küste.
Nachdem der Hurrikan über Kuba hinweggezogen war, gelangte er als Kategorie-3-Hurrikan erneut über offenes Wasser; durch die Störungen des Berge hatte sich der zentrale Luftdruck auf 963 hPa erhöht. In der Nacht vom 5. auf den 6. Oktober setzte eine zweite rapide Intensivierung ein, während der Luftdruck um 18 hPa auf 944 hPa gefallen ist.

## Vorbereitungen

### Kleine Antillen und Südamerika

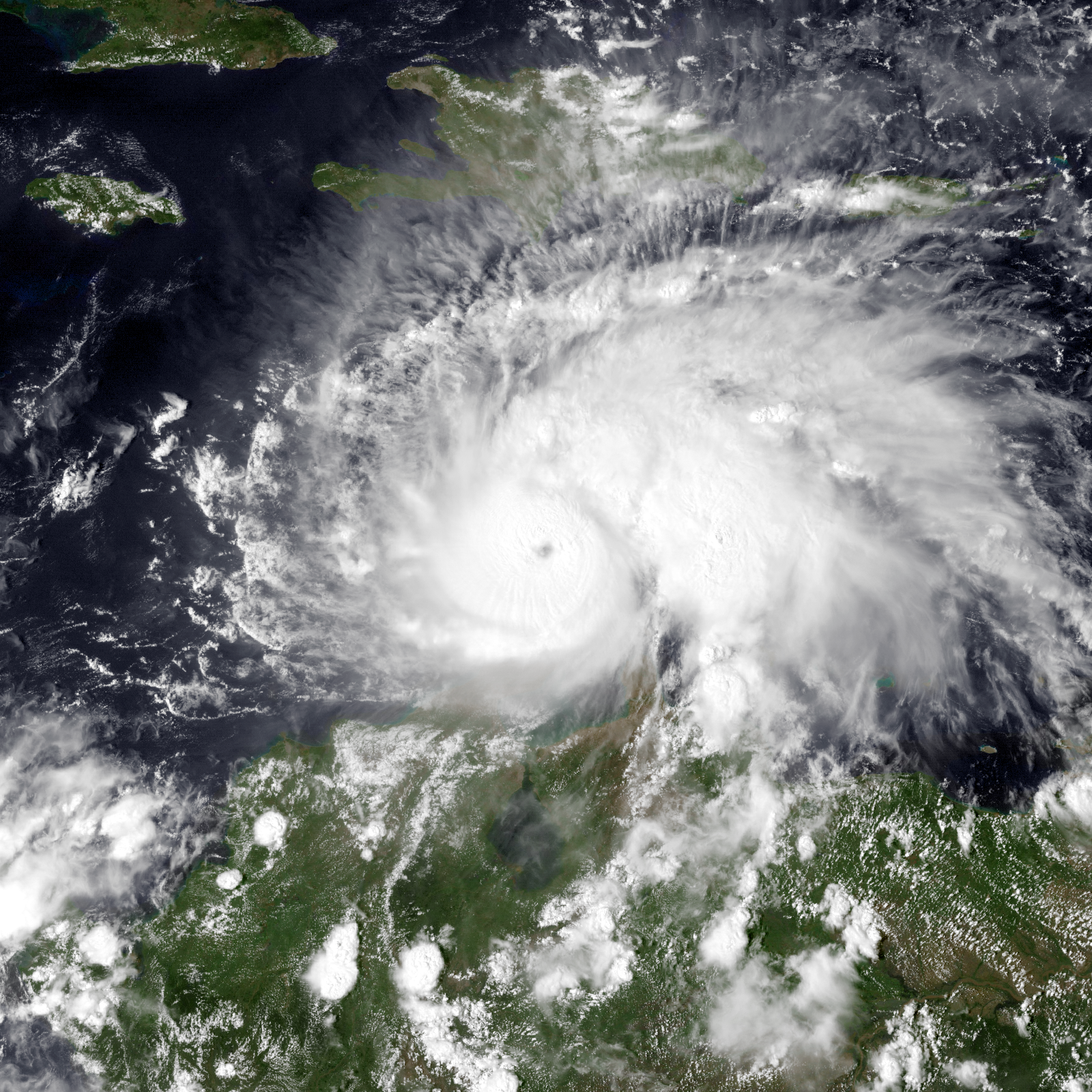
Matthew nahe Kolumbien als ein Kategorie-3-Hurrikan am 30. September

Am 27. September, noch bevor Matthew als tropischer Sturm klassifiziert wurde, stellte LIAT wegen windigen Wetters erste Flüge zwischen den Inseln über dem Winde ein. Schulen und Geschäfte blieben in Grenada wegen der Passage Matthews am 27. und 28. September geschlossen, ebenso auf St. Vincent und St. Lucia; der Schulunterricht auf Dominica wurde bis zum 3. Oktober ausgesetzt. Der Hewanorra International Airport sowie der George F. L. Charles Airport auf St. Lucia wurden am 28. September geschlossen. Sechs Notunterkünfte wurden auf der Insel zur Verfügung gestellt; 133 Personen nahmen diese in Anspruch. Bei der Formierung Matthews als tropischer Sturm am 28. September warnten die Regierungen der Inseln über dem Winde vor dem tropischen Sturm.
Der ungewöhnlich südliche Zugweg des Sturmes führte am 28. September zur Ausgabe von Sturmvorwarnungen für Aruba, Bonaire, Curaçao und die kolumbianische Nordküste von der Grenze zu Venezuela bis nach Riohacha. Weil Matthew zunächst weiter einer westsüdwestlichen Zugbahn folgte, wurde die Vorwarnung in Kolumbien am 30. September in eine vollwertige Sturmwarnung umgewandelt. Den Bewohnern der ABC-Inseln wurde geraten, ihre Häuser zu verrammeln und Vorräte zu ergänzen, was zu langen Schlangen in den Geschäften führte. Die Regierung Curaçaos verlegte die Wahl zur Ständeversammlung von Curaçao 2016 auf den 5. Oktober. Die Behördenbüros in Aruba blieben am 30. September geschlossen. In Aruba wurde die Sportveranstaltung Kingdom Tournament abgesagt. Auch die Schulen auf der kolumbianischen Guajira-Halbinsel blieben an diesem Tag geschlossen und Notunterkünfte wurden eingerichtet.

### Große Antillen und Bahamas

Animation des Hurricane Matthew vorbei an den Bahamas am 6. Oktober

Weil Matthew eine signifikante Gefahr für Jamaika darstellte, wiesen die Zivilschutzbehörden die Fischer auf den zu Jamaika gehörenden Inseln an, sich auf die Hauptinsel in Sicherheit zu bringen. Am folgenden Tag setzte Premierminister Andrew Holness wegen des Hurrikans die Angehörigen der Verwaltung in Bereitschaft. Eine Hurrikanvorwarnung wurde am 30. September erklärt, und diese wurde am 1. Oktober in eine Hurrikanwarnung erweitert. Die Behörden in Trelawny Parish aktivierten am 2. Oktober 60 Notunterkünfte. Supermärkte verzeichneten einen Ansturm von Kunden, die ihre Vorräte aufstocken wollten, und viele berichteten über leere Regale und niedrige Bestände an Brot, Treibstoff und Kerzen. Viele Bewohner verbarrikadierten ihre Häuser und sicherten ihr Eigentum mit Sandsäcken. Aus einem Gefängnis in Saint Catherine Parish wurden 100 weibliche Häftlinge in ein anderes Gefängnis in Kingston verlegt. Die Mautgebühren am Highway 2000 wurden in den Stunden vor der Ankunft Matthews aufgehoben. Der Flugverkehr an den beiden internationalen Flughäfen, dem Norman Manley International Airport und dem Sangster International Airport sollte in der Nacht vom 2. Oktober zum 3. Oktober eingestellt werden. Die Jamaica Urban Transit Company plante die Einstellung ihres Dienstes für 18:00 Uhr Ortszeit. Jamaica Public Service informierte seine Kunden, dass während des Sturms das Stromnetz abgeschaltet werden würde, bevor die Bedingungen zu schlecht würden. Soldaten der Jamaica Defence Force wurden vor dem Eintreffen des Hurrikans im ganzen Land verteilt, um schneller auf die Folgen reagieren zu können.
Obwohl zu diesem Zeitpunkt vorausgesagt war, dass der Hurrikan über Jamaika hinwegziehen würde, gaben die Behörden Vorwarnungen zu einem tropischen Sturm für die Tiburon-Halbinsel und das Gebiet bis zur Grenze zwischen Haiti und der Dominikanischen Republik aus. Nachdem sich die prognostizierte Zugbahn etwas nach Osten verschoben hatte, wurde am 1. Oktober eine Hurrikanvorwarnung für Haiti ausgegeben und zwar für die Gebiete von Môle-Saint-Nicolas bis zur Grenze zur Dominikanischen Republik; sechs Stunden später wurde diese Vorwarnung in eine Warnung erweitert. Diese Warnung umfasste am Abend des 2. Oktober das gesamte Land. Am Morgen des 2. Oktober wurde eine Tropensturmwarnung für die Südküste der Dominikanischen Republik zwischen Barahona westwärts bis zur haitianischen Grenze, und für die Nordküste zwischen Puerto Plata und der Grenze zu Haiti eine Sturmvorwarnung ausgerufen. Bewohner von der Küste vorgelagerter Inseln wurden auf die Hauptinsel evakuiert. Im Südwesten der Dominikanischen Republik wurden bis zum Morgen des 3. Oktober mindestens 8500 Personen evakuiert. Menschenleben gefährdende Starkregenfälle wurden für Haiti vorhergesagt, die im Durchschnitt 250 bis 380 mm an der Südküste und in Einzelfällen 1000 mm erreichen könnten. Radio France Internationale meldete, dass Haiti logistisch nicht in der Lage sein, eine Naturkatastrophe großen Ausmaßes zu bewältigen. Im Süden Haitis stünden nur 576 Notunterkünfte für insgesamt 90.000 Menschen zur Verfügung. Nach Angaben der Internationalen Organisation für Migration verblieben 55.107 Binnenflüchtlinge in Camps ohne adäquaten Schutz vor dem Hurrikan. Den Bewohnern blieb so oft nur die Wahl, an sicheren Orten abzuwarten, wie stark das Wetterereignis ausfallen würde, um dann die Schäden und Folgen zu bekämpfen. Übergangspräsident Jocelerme Privert forderte die Bevölkerung auf, die Warnungen der Behörden ernst zu nehmen und Notunterkünfte aufzusuchen.
Der kubanische Wetterdienst gab am 1. Oktober Sturmvorwarnungen für den Südosten Kubas aus, einschließlich der Provinzen Camagüey, Las Tunas, Granma, Holguín, Santiago de Cuba und Guantánamo. Diese Vorwarnungen wurden am 2. Oktober für alle Provinzen außer Camagüey zu Hurrikanwarnungen hochgestuft. Nicht unabkömmliches Personal auf der Guantanamo Bay Naval Base wurden in die Vereinigten Staaten ausgeflogen, und am selben Tag begann Kuba mit der Evakuierung von mehr als einer Million Personen, darunter 252.000 Bewohner von Santiago de Cuba und 230.000 Bewohner von Las Tunas. Kubas Präsident Raúl Castro warnte am 1. Oktober davor, Hurrikan Matthew sei „ein Hurrikan, auf den man sich vorbereiten muss, als ob er doppelt so stark wie Sandy wäre“; am selben Tag reiste Präsident Castro nach Santiago, um die Vorbereitungen persönlich zu koordinieren. Notunterkünfte, Nahrungs- sowie Wasservorräte wurden angelegt. Kuba hat aufgrund vieler Erfahrungen mit Hurrikanen über die Jahre einen gut funktionierenden Katastrophenschutz aufgebaut. In der 2012 durch den Durchzug von Hurrikan Sandy wesentlich geschädigten Provinz Santiago de Cuba wurden 218 Notunterkünfte geöffnet, und die Behörden achteten besonders auf Socapa, Caracoles, and Cayo Granma. Nothilfepersonal und Ärzte wurden in die am stärksten gefährdeten Gebiete entsandt und die Vorräte wurden aufgestockt.
Die Regierung der Bahamas gab am 2. Oktober Hurrikanvorwarnungen für Turks und Caicos und die südwestlichen Bahamas aus. Am folgenden Tag wurden Flüge zwischen den südlichen Inseln gestrichen und der Schulunterricht ausgesetzt.

### Vereinigte Staaten

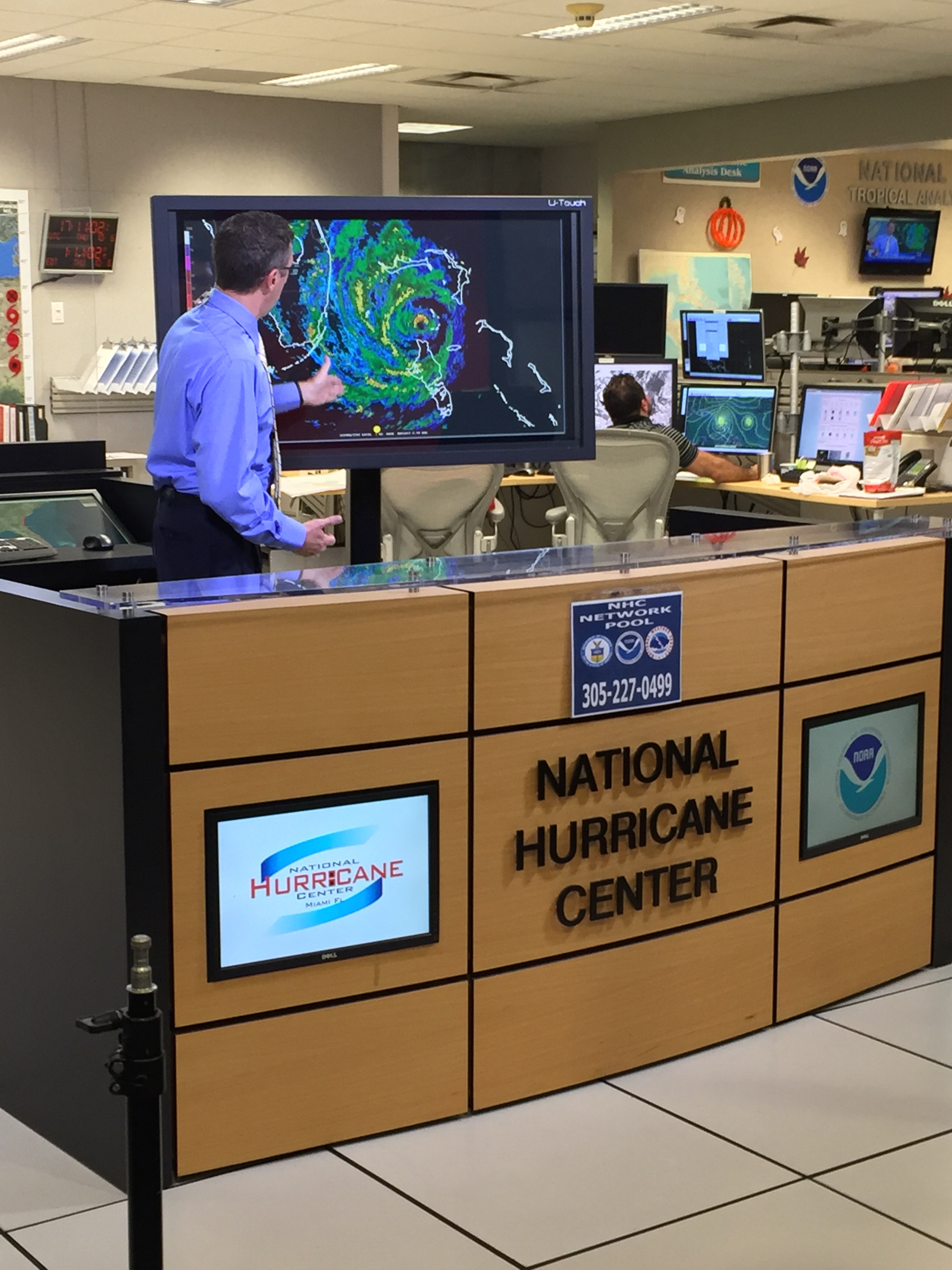
National-Hurricane-Center-Direktor Richard Knabb informiert die Öffentlichkeit über die Prognosen und zu erwartenden Auswirkungen durch Matthew in den Vereinigten Staaten.

Für Florida und South Carolina wurde am 3. Oktober von den Gouverneuren Rick Scott bzw. Pat McCrory der Notstand ausgerufen; zu diesem Zeitpunkt lag das Zentrum des Sturms über den Großen Antillen. Die frühzeitige Ausrufung sollte es vor allem den Landwirten ermöglichen, noch so gut wie möglich die Ernte einzubringen, indem Gewichtsbeschränkungen für Lastwägen und Arbeitszeitbeschränkungen außer Kraft gesetzt wurden. Nikki Haley, die Gouverneurin von South Carolina, forderte einen Tag später alle Bewohner, die näher als 100 Meilen Entfernung von der Küste leben, zur Evakuierung auf. Die Interstate 26 in östlicher Fahrtrichtung wurde in South Carolina zwischen der Küste und Columbia geschlossen und in der Gegenrichtung freigegeben, um den Fluchtverkehr vom Lowcountry und aus der Region um Charleston zu erleichtern. Die Evakuierungen des Cape Lookout National Seashore in North Carolina begann am selben Tag. Am 4. Oktober erklärte Gouverneur McCrory die Evakuierung in North Carolina für verpflichtend. An dem Tag wurde außerdem für 13 Countys in Georgia der Notstand erklärt.
Am 5. Oktober wurde Port Canaveral durch die United States Coast Guard geschlossen; es handelte sich um die erste derartige Schließung seit 2004. Acht Kreuzfahrtschiffe und vier Frachter hatten geplant, den Hafen zwischen dem 5. und 9. Oktober anzulaufen. Auf Cape Canaveral waren keine Raketen oder Flugzeuge in einer gefährdeten Lage, und der nächste Start ist für den 4. November geplant. Das Kennedy Space Center begann am 5. Oktober damit, die Einrichtungen auf den Durchzug des Hurrikans vorzubereiten. Ältere Gebäude sind dafür entworfen worden, Windgeschwindigkeiten von 170 bis 200 km/h standzuhalten; seit dem Durchzug von Hurrikan Andrew werden alle Bauwerke für 210 km/h ausgelegt. Auf der Cape Canaveral Air Force Station begann der 45th Space Wing der United States Air Force am 4. Oktober damit, die Elektrizitätsversorgung nicht zwingend notwendiger Einrichtungen abzuschalten.
Am 6. Oktober wurden zum siebten Mal in der Geschichte des Walt Disney World Resort und zum ersten Mal seit Hurrikan Charley (2004) die Themenparks geschlossen. Andere Themenparks in Orlando wurden ebenfalls geschlossen, einschließlich Universal Studios und SeaWorld.
Das für den 8. Oktober in Gainesville angesetzt Footballspiel der Southeastern Conference zwischen den LSU Tigers und den Florida Gators wurde abgesagt, und auch die NASCAR-Rennen auf dem Charlotte Motor Speedway fielen aus. Der für den 7. Oktober angesetzte Drive for the Cure 300 in der Xfinity Series und das für den 8. Oktober angesetzte Bank of America 500 in der Sprint Cup Series wurden beide auf den 9. Oktober verlegt.
Am 6. Oktober forderte Floridas Gouverneur Rick Scott über 1,5 Millionen Menschen nochmals eindringlich auf, sich in Sicherheit zu bringen. Am selben Tag ordnete Georgias Gouverneur Nathan Deal eine verbindliche Evakuierung für alle Gebiete östlich der Interstate 95 an, und das Georgia Department of Public Safety gab die ostwärts führenden Fahrstreifen der Interstate 16 auf einigen Abschnitten vorübergehend für die Gegenrichtung frei, um die Flucht der Bevölkerung zu beschleunigen.
Die Einwohner der gefährdeten Gebiete in den Vereinigten Staaten – die Atlantikküste von Florida, Georgia und South Carolina – legten Vorräte an und stellten sich darauf ein, dass zum ersten Mal seit zehn Jahren ein Hurrikan direkt auf die genannten Bundesstaaten treffen würde. South Carolina Gouverneurin Nikki Haley erweiterte die Evakuierungen am 5. Oktober auf Horry und einen Tag später auf Georgetown.

## Auswirkungen
| Land                           | Opfer    |
| ------------------------------ | -------- |
| St. Vincent und die Grenadinen | 1        |
| Kolumbien                      | 1        |
| Kuba                           | 0        |
| Dominikanische Republik        | 4        |
| Haiti                          | ca. 1000 |
| Bahamas                        | 0        |
| Vereinigte Staaten             | 33       |
| Gesamt                         | ca. 1039 |

### Kleine Antillen und Südamerika
Auf St. Vincent führten starke Regenfälle zu Erdrutschen und Überflutungen. In Layou wurde eine Person getötet, weil ein Fels sich löste und sie erschlug. In Buccament Bay überschwemmte ein Fluss seine Ufer und zwang mindestens 25 Personen dazu, Notunterkünfte aufzusuchen. Der Hermitage River stieg binnen einer Stunde um 1,1 m, und die Central Water and Sewage Authority stoppte die Lieferungen von Trinkwasser aus Sicherheitsgründen. Überschwemmt wurden Teile von Vermont, South Rivers, Kingstown, Campden Park, Arnos Vale und Langley Park. Von den über die Ufer getretenen Flüssen angeschwemmtes Treibgut machte viele Straßen unpassierbar.
Starke Winde von mehr als 95 km/h rissen auf St. Lucia zahlreiche Bäume um und Stromleitungen herunter, sodass auf rund 70 % der Insel der Strom ausfiel. Erdrutsche und Überschwemmungen waren das Ergebnis von Niederschlagsmengen über 250 mm und sorgten für die Zerstörung zahlreicher Häuser und Straßen. Die Regenmenge am Hewanorra International Airport betrug 335 mm. Die Bananenernte des Landes wurde wesentlich geschädigt; 85 % der Farmen meldeten Verluste. Jeweils ein Wohnhaus wurde in Bisee und Gros Islet zerstört, und mehrere weitere wurden beschädigt. Straßen in Castries, Gros-Islet, Dennery und Soufriere wurden durch Trümmer oder Erdrutsche unpassierbar. Die von Dominica gemeldeten Schäden waren gering, doch verloren zahlreiche Bewohner die Versorgung mit Wasser und Strom. Starkregen führte auch auf Grenada in zahlreichen zu Störungen bei der Wasserversorgung.
Auf Martinique sorgte der starke Wind in Böen bis 143 km/h in Saint-Pierre für Chaos in der Stromversorgung; etwa 55.000 Bewohner verloren die Versorgung mit Elektrizität. Die Hauptstraße von Fort-de-France in die südlichen Städte war während des Durchzuges des Sturmes unpassierbar. Etwa 4000 Personen verloren die Versorgung mit sauberem Trinkwasser. Drei Personen wurden leicht verletzt.
Die Auswirkungen von Matthew auf den ABC-Inseln waren relativ begrenzt. Einige Straßen auf Aruba und Curaçao waren überflutet. Die Guajira-Halbinsel war zum ersten Mal nach drei Jahren von einem Starkregenereignis betroffen; dies führte verbreitet zu Sturzfluten. Eine Person ertrank in einem hochwasserführenden Fluss in Uribia. Innerhalb von 30 Minuten fielen in der Stadt 32,8 mm Niederschlag. Entlang der Küste der Halbinsel beschädigte hoher Wellengang Bauwerke, und 380 Personen in Manaure wurden deswegen evakuiert. Grob 70 % von Tucurinca wurden durch den Río Magdalena überschwemmt; eine Brücke in der Nähe wurde vom Hochwasser mitgerissen, wodurch einige Ortschaften von der Außenwelt abgeschnitten. Die gefährlichen Wetterbedingungen durch Matthew hinderten tausende von Wählern an der Stimmabgabe im Referendum über das Friedensabkommen in Kolumbien.

### Große Antillen

#### Haiti

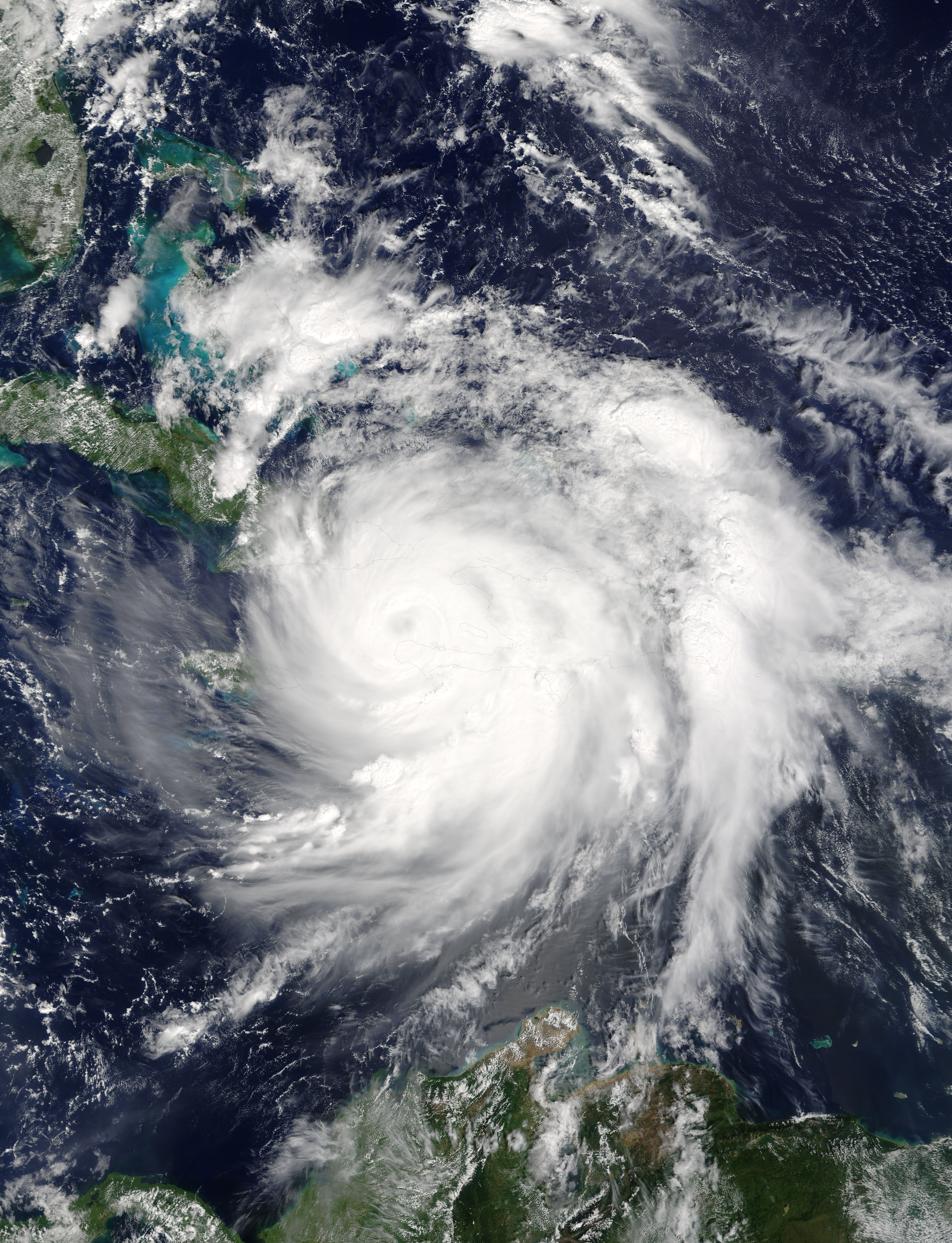
Hurrikan Matthew am 4. Oktober 2016 vor der Passage durch Haiti und Kuba

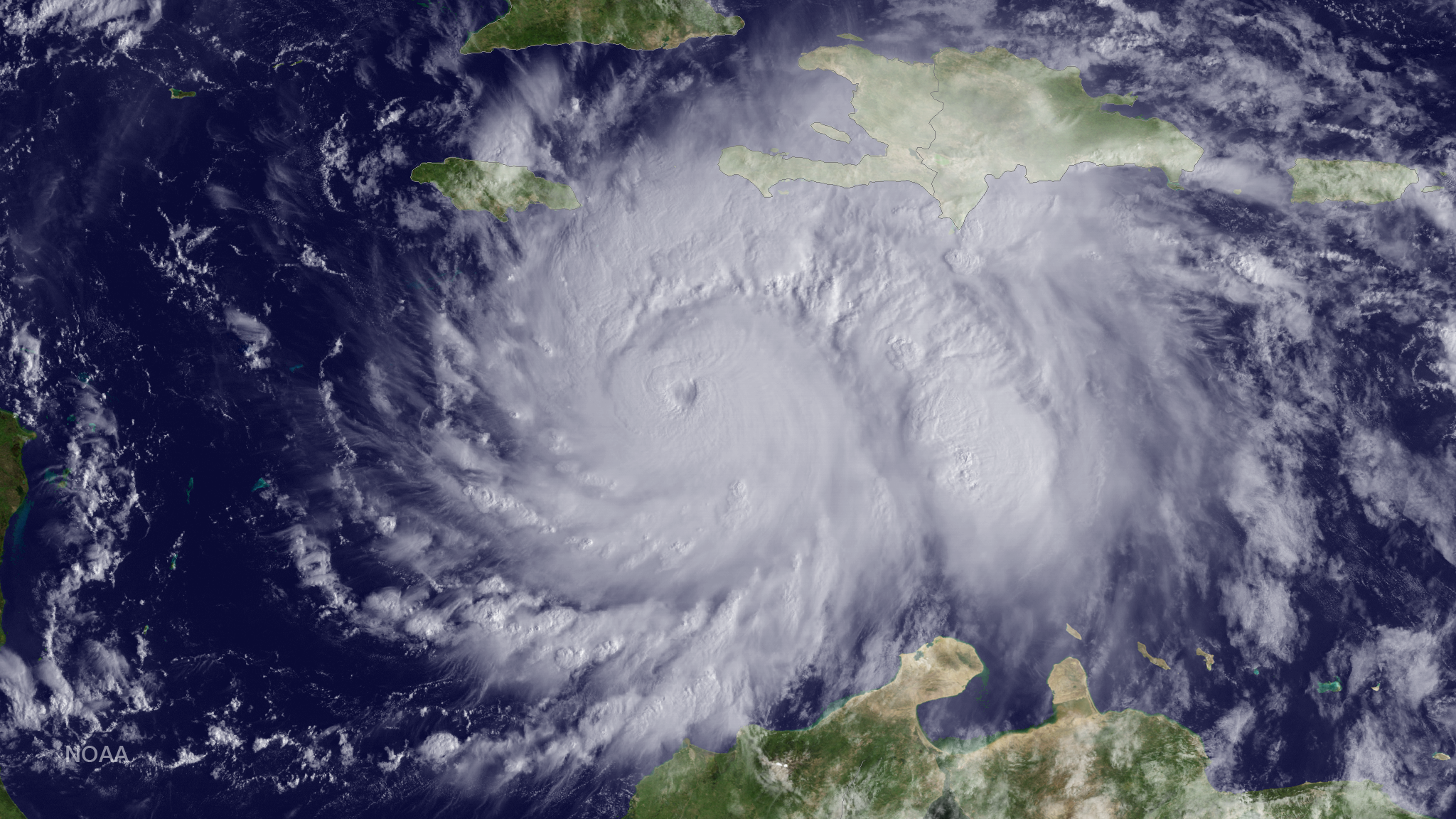
Hurrikan Matthew nähert sich Jamaika, Haiti und Kuba am 3. Oktober.

Auf der zu Haiti gehörenden Île-à-Vache erforderte der hohe Wellengang am 2. Oktober die Evakuierung von 89 Personen. Viele Fischer missachteten trotz der rauen Wetterbedingungen das Verbot auszufahren. Am Morgen des 3. Oktober wurden zwei Fischer vermisst, die später tot geborgen wurden. Niederschläge, die mit den äußeren Bändern des Hurrikans vorauseilten, lösten in mehreren Städten im Süden Haitis und der Dominikanischen Republik Überflutungen aus.
Matthew traf am Morgen des 4. Oktober die Tiburon-Halbinsel als Kategorie-4-Hurrikan; Matthew war der stärkste tropische Wirbelsturm, der seit Hurrikan Cleo im Jahr 1964 direkt auf Haiti getroffen ist. Ein Anemometer am Antoine-Simon Airport in Les Cayes, östlich des Landfallpunktes, maß eine Windböe mit 172 km/h, kurz bevor das Gerät den Dienst versagte. In Port-au-Prince, der Hauptstadt des Landes, erreichten Böen 97 km/h. Die Kommunikationsverbindungen mit den Gebieten, die direkt im Pfad des Hurrikans lagen, gingen verloren, und zehntausende von Bewohnern wurden von der Außenwelt abgeschnitten, weil Straßen und Brücken zerstört wurden. 80 % der Gebäude der Stadt Jérémie, an der Nordküste der Tiburon-Halbinsel gelegen, sind zerstört oder schwer beschädigt. Häuser wurden dem Erdboden gleichgemacht und medizinische Einrichtungen wurden beschädigt. Ein Radiomoderator in Port-au-Prince sagte, dass die Stadt vom Ufer bis zur Kathedrale „ausgelöscht“ sei. In der Kleinstadt Port-à-Piment, an der Südküste der Tiburon-Halbinsel gelegen, sind gar 90 % der Häuser und Hütten zerstört.
Bei Petit-Goâve rissen Wassermassen eine Brücke fort. Infolgedessen war die über diese Brücke führende Route Nationale #2 (RN2, „Route du Sud“), die die Hauptstadt mit dem schwer betroffenen Les Cayes verbindet, unterbrochen, so dass auf dem Landweg zu der Zeit keine Hilfskonvois das Département Sud erreichen konnten.
Die haitianische Regierung gab am 6. Oktober 2016, zwei Tage nach dem Durchzug von „Matthew“, bekannt, dass der Wirbelsturm in Haiti 122 Todesopfer gefordert habe. Ein aus dem besonders schwer betroffenen Département Sud stammender Senator hingegen schätzte damals schon die Zahl der Opfer auf „mehr als 300“. Allein in der etwa 31.000 Einwohner zählenden Gemeinde Chantal, in der Plaine des Cayes westlich von Les Cayes gelegen, starben fast 100 Menschen. Tags darauf, am 7. Oktober, mussten die haitianischen Behörden in einer ersten Bilanz die Zahl der Todesopfer auf 877 korrigieren, zwei Tage später auf 1000. Die haitianische Regierung ordnete eine dreitägige Staatstrauer an.
Im Süden Haitis sind mindestens 29.000 Häuser zerstört worden. An Hilfsgeldern erhielt das UNHCR direkt nach der Katastrophe 88,6 Mio. US-Dollar, dies waren jedoch nur 64 % der vom UNHCR veranschlagten Mittel von 139 Mio. US-Dollar zur direkten Katastrophenhilfe.

#### Dominikanische Republik
Eine automatische Wetterstation in Cabo Rojo, Dominikanische Republik hat am Nachmittag des 3. Oktober 2016 eine Niederschlagsmenge von 214 mm gemessen. Außerdem starben vier Personen, als das Haus über ihnen zusammenbrach.

#### Kuba
In der kubanischen Provinz Granma kam es ab dem 2. Oktober zur Sturmflut, wovon zunächst drei Städte entlang der Sierra Maestra betroffen waren. Im Laufe des Abends des 4. Oktober traf Matthew als Kategorie-4-Hurrikan die östlichste Provinz Kubas und verursachte enorme Schäden. Die Küstenstadt Baracoa wurde durch starken Wind und die Auswirkungen der Sturmflut großflächig beschädigt, letztere spülte Einrichtungen und Ausstattungen zahlreicher Gebäude davon. Trotz der Schwere der Schäden in der Stadt, wurden hier keine Todesopfer gemeldet. Ein Fernmeldeturm in Majayara stürzte während des Sturms um, und eine Brücke über den Río Toa wurde zerstört, wodurch mehrere Ortschaften von der Außenwelt abgeschnitten wurden.

### Bahamas
Die Augenwand Matthews traf direkt auf Grand Bahama und verursachte dort umfangreiche Schäden. Ungefähr 95 Prozent der Häuser in Eight Mile Rock und Holmes Rock wurden stark beschädigt, zahlreiche Bäume und Strommasten wurden umgerissen. Überflutungen betrafen vor allem den Westen der Insel.

### Südosten der Vereinigten Staaten

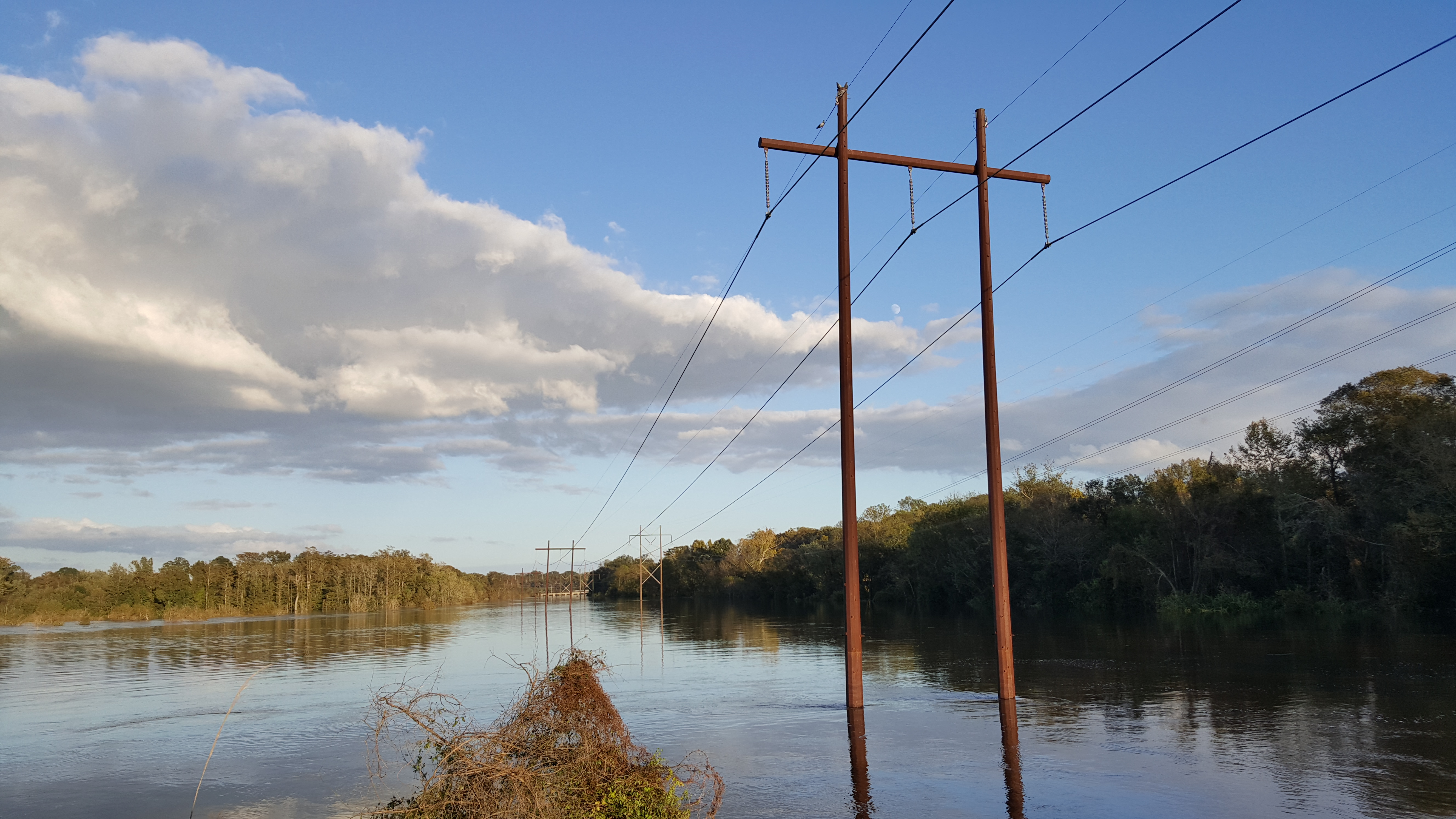
Hochwasser am Tar River in der Nähe des Pitt-Greenville Airport am 12. Oktober, wo für den 12. Oktober ein Wasserstand von 7,8 m erwartet wird

Als Matthew parallel zur Küste Floridas nordwärts zog, verursachte er Stromausfälle für mehr als eine Million Bewohner des Bundesstaates. In Indialantic, Florida mussten Feuerwehrleute während des Durchzugs des Hurrikans ausrücken, um den Brand eines Gewächshauses zu bekämpfen. In dem Bundesstaat kam es zu einem indirekten Todesfall (eine Frau starb an einem Herzinfarkt, weil der Notarzt wegen des Sturmes nicht rechtzeitig eintraf) und zwei direkten Todesfällen durch umstürzende Bäume. Im Raum Flagler Beach wurde ein Abschnitt der Florida State Road A1A von der Brandung weggespült.  Insgesamt töteten die Auswirkungen des Sturms in den Vereinigten Staaten 33 Personen, davon 14 in North Carolina, 12 in Florida, 3 in Georgia, 3 in South Carolina und 1 in Virginia. Mindestens fünf Personen werden am 11. Oktober noch in North Carolinas Cumberland County vermisst. Abschnitte der Interstate 95 in South Carolina und in North Carolina mussten wegen sturmbedingter Überflutungen geschlossen werden.
Bisherige Schätzungen deuten darauf hin, dass der wirtschaftliche Schaden im Südosten der Vereinigten Staaten sich auf 4–6 Milliarden US-Dollar summiert.

## Hilfsmaßnahmen

### Haiti
Am 4. Oktober bereiteten die Vereinigten Staaten den Flugzeugträger George Washington, das Hospitalschiff Comfort – das bereits nach dem Erdbeben in Haiti 2010 Tausenden Hilfe geleistet hatte – und das Transport Dock Mesa Verde für Hilfsmaßnahmen in Haiti vor. Der United States Southern Command kommandierte 100 Soldaten mit neun Hubschraubern auf die Cayman Islands, um von dort die Katastrophenhilfe vorzubereiten. Die anfänglichen Schätzungen deuten darauf hin, dass mindestens 350.000 Menschen in Haiti Hilfe benötigen. Im Endeffekt sind rund 1,4 Millionen Haitianer auf Hilfe angewiesen.
Die Bundesregierung kündigte am 7. Oktober 2016 eine Soforthilfe von 600.000 Euro an. Nichtstaatliche Hilfsorganisationen aus Deutschland wie u. a. Global Aid Network, humedica und I.S.A.R. Germany waren entweder zum Zeitpunkt des Hurrikans bereits vor Ort oder entsandten wenige Stunden später Helfer in die Katastrophenregion.

### Kleine Antillen
Électricité de France holte zusätzliche Arbeitskräfte von Guadeloupe und Französisch-Guyana nach Martinique, um die Stromversorgung wiederherzustellen. Das französische Militär wurde in Gang gesetzt, um bei der Beseitigung von Trümmern zu helfen und Straßen passierbar zu machen.
Auf St. Lucia versorgte das Rote Kreuz 270 Personen mit Hilfsgütern.